# Городецкая улица (Москва)
Городе́цкая у́лица — улица в Восточном административном округе Москвы на территории района Новокосино. Проходит от Носовихинского шоссе до Салтыковской улицы.

## Происхождение названия
Городецкая улица возникла на территории бывшего подмосковного посёлка Новокосино. Получила название 11 мая 1987 года в честь города Городец Нижегородской области. Это название было перенесено с упразднённого Городецкого проезда (до 1964 года — Троицкого тупика) города Бабушкина, вошедшего в состав Москвы в 1960 году.

## Направление
Городецкая улица берёт начало на пересечении с Носовихинским шоссе и является продолжением Южной улицы города Реутова. В начале Городецкой улицы находится станция метро «Новокосино». Улица идёт по направлению на юго-запад до дома 13/19 корпус 2, где она и заканчивается. У дома 3 её пересекает Суздальская улица. Дальше имеется перекрёсток с Новокосинской улицей. Городецкая улица заканчивается на пересечении с Салтыковской улицей.

## Транспорт
- Станция метро  Новокосино — в начале улицы.
- Автобусные маршруты № 14, 21, 79, 502, 613, 706к, 723, 760к, 792, 773, 885, 974, 1064.[3]
- Электробусы: н4, т75

## Объекты
Дом 9А — ГБОУ Гимназия № 1591
Дом 10А — ГБОУ Гимназия № 1048 «Новокосино».